# Alonso Fernández de Madrid
|  | Per a altres significats sobre Alonso Fernández de Madrid, vegeu «Alonso Fernández de Madrid (desambiguació)». |

Alonso Fernández de Madrid (Madrid, segle xv) fou un noble i cavaller castellà.

## Biografia
Nascut a la vila de Madrid, fou el fill de Diego Fernández de Madrid, que segons José Antonio Álvarez y Baena fou una personalitat destacada i distingida a la seva època. Segons les dades de Luis Salazar y Castro, és qui inaugura l'arbre de la seva família. En qualsevol cas fou cap i senyor de la casa pairal del cognom dels Fernández de Madrid, que era ubicada al barri de l'església de San Salvador. Alonso exercí els càrrecs de comptador i secretari del rei Joan II de Castella (1405-1454), que pels seus serveis l'armà cavaller seguint els antics costums, com a signe de noblesa.
Es casà amb Catalina Fernández de Ocaña, àlies González, natural de la mateixa vila. Tingueren com a fills a Diego, Alonso, Pedro, Fernán, Gonzalo i Francisco, cadascun d'ells exercí diversos càrrecs públics. Es desconeix la data de la seva mort, només que fou sebollit a la desapareguda església de San Salvador.